# Opus tessellatum

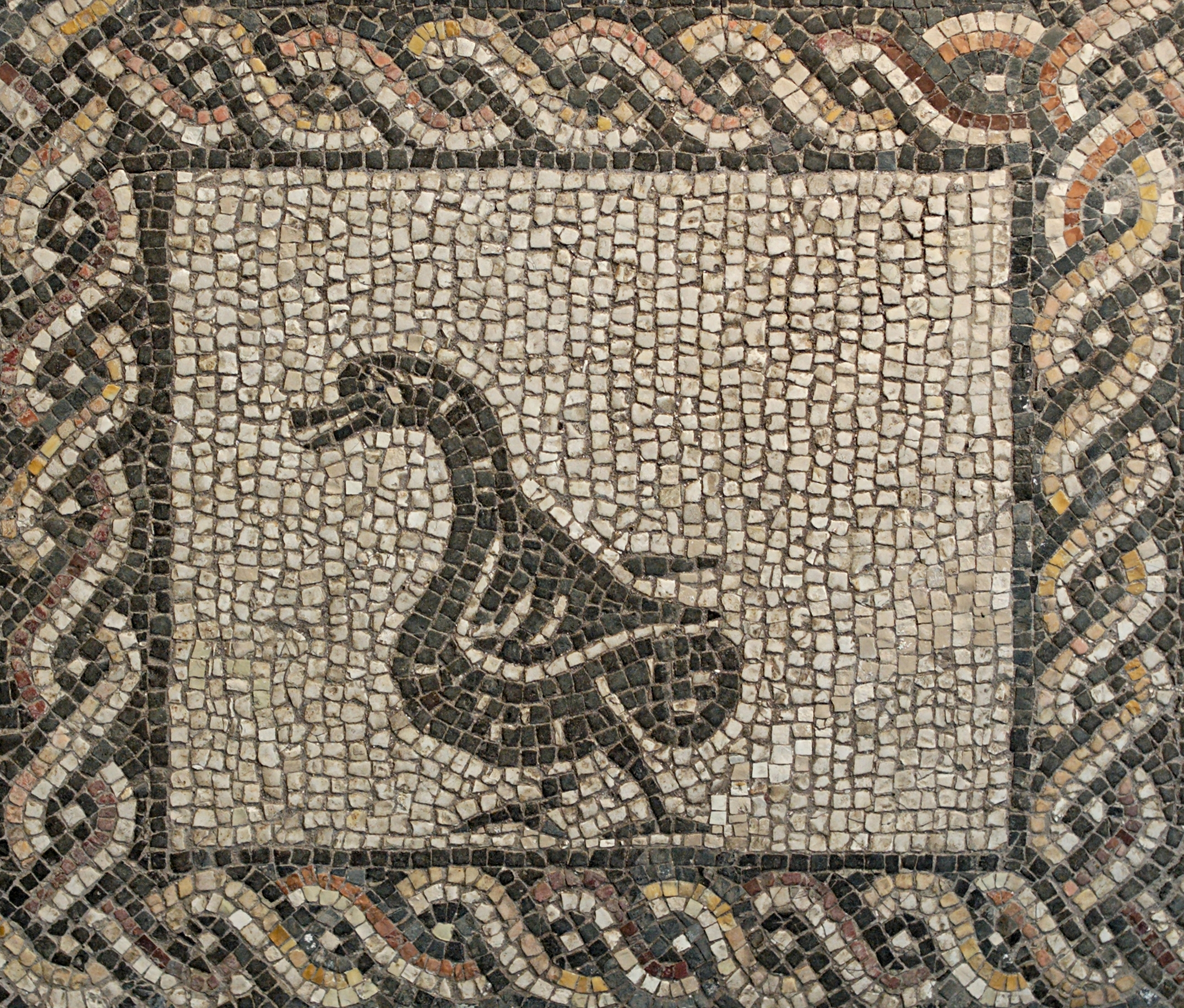
Opus tessellatum-mosaik från andra århundradet e.Kr.

Opus tessellatum är det latinska namnet för den typiska grekiska och romerska mosaikteknik under antiken, som använde tesserae (mosaikbitar) större än cirka 4 mm. Tekniken särskiljer sig från opus vermiculatum där man använde mindre tesserae. Opus tessellatum användes främst för större partier och applicerade ofta direkt på plats. De två olika teknikerna kombinerades ofta, med små centrala paneler av opus vermiculatum, som kallas emblemata, i ett större arbete av opus tessellatum. Det fanns även en distinkt italiensk stil av opus tessellatum, där enbart svarta och vita bitar användes.